# Giuseppe Lechi
Giuseppe Lechi (San Zeno Naviglio, 5 de diciembre de 1766 - Montirone 9 de agosto de 1836) fue un general italiano del Reino de Italia durante las guerras napoleónicas.

## Biografía
Siendo el primer hijo de Faustino Lechi y su esposa Doralice Bielli, el general Giuseppe Lechi ya era considerado un hombre de gran luz y sombras ("oscuro y sombrío"), imprudente y sin escrúpulos, similar a su tío el Conde Galliano Lechi, Su abuelo Pietro fue un famoso masón y un seguidor de la Ilustración.
Naciendo en la  República de Venecia, emprendió la carrera militar en el ejército austríaco hasta el rango de capitán. A la llegada de Napoleón a Italia, influenciado también por su hermano Giacomo, Giuseppe organizó junto con sus otros hermanos Teodoro y Angelo y otros amigos, todos ellos miembros del "Casino dei Buoni Amici", una sociedad secreta masónica libre, la revolución Bresciana del 18 de marzo de 1797.
Giuseppe ingresó en el gobierno temporal de Brescia y organizó la Legión Brescia que el general Bonaparte envió a combates en Emilia, Marche y luego en Italia central.
Fue en Città di Castello, en 1798, cuando ocurrió el famoso episodio de la discutida donación de la pintura de Rafael "El matrimonio de la Virgen" a Giuseppe Lechi por el Ayuntamiento.
En la primavera de 1799, Giuseppe Lechi con su unidad participó en una campaña militar en Valtellina, tratando de frenar una revuelta antifrancesa. Obligado a retirarse por los austro-rusos, se unió a la Legión italiana del general Pietro Teulié en Dijon.
De vuelta en Italia, con Napoleón, luchó en Marengo (14 de junio de 1800) donde fue ascendido al rango de General de División en el mismo campo.
Después de la Paz de Lunéville (9 de febrero de 1801)  se convirtió en comandante de división bajo el mando de Joachim Murat y fue uno de sus amigos, seguidores y asesores. Al mismo tiempo, Giuseppe entró en el nuevo cuerpo legislativo de la República italiana.
Cada vez más ligado al "círculo de Murat", el general Lechi se unió a la masonería del rito escocés (convirtiéndose en el gran maestro de la gran logia de Nápoles) y a aquellos grupos de patriotas que apoyaron el ideal de la unificación italiana.
En 1804, Giuseppe Lechi participó en la conquista del Reino de Nápoles luchando en las regiones del adriático bajo el mando del general Saint-Cyr. En 1805 estuvo de nuevo en Nápoles con Murat y José Bonaparte, con quienes se sentiría estrechamente ligado por amistad y fidelidad personal.
En los años 1808 y 1809, Lechi estuvo en España al servicio de José Bonaparte, que había cedido el Reino de Nápoles a Murat; José conquistó la ciudad de Barcelona y se convierte temporalmente en el gobernante.
En 1809 se enfrentó a un juicio en Francia (aparentemente por reclamos de violencia, malversación y abuso), pero escapó de la sentencia y fue enviado a Nápoles al servicio de su amigo, el nuevo rey, Joachim Murat.
Lechi también estuvo involucrado en las conspiraciones del genera Domenico Pino, probablemente como un enlace del propio Murat en la trama.
El 31 de enero de 1814, Giuseppe era gobernador de la Toscana, y entregaba a Livorno a la flota inglesa en un intento realizado por Murat para negociar una paz separada con Austria. En 1815, Lechi estuvo al lado de Murat en su última y desesperada batalla contra los austriacos en la Batalla de Tolentino (2-3 de mayo de 1815). Como prisionero de guerra, Lechi se negó a jurar fidelidad al nuevo régimen de los Habsburgo y permaneció encarcelado en Lubiana hasta 1818.
Liberado, Lechi sentó cabeza en la villa de su familia de Montirone cerca de Brescia y se casó con Eleonora, hija de Joseph Jérôme, Comte Siméon. Luego murió de cólera en 1836 en Montirone.